# Donje Predrijevo
Donje Predrijevo is een plaats in de gemeente Zdenci in de Kroatische provincie Virovitica-Podravina. De plaats telt 154 inwoners (2001).